# 530-ih pr. Kr.
1. tisućljeće pr. Kr.
◄ | 7. stoljeće pr. Kr. | 6. stoljeće pr. Kr. | 5. stoljeće pr. Kr.► | 
◄ | 560-ih pr. Kr. | 550-ih pr. Kr. | 540-ih pr. Kr. | 530-ih pr. Kr. | 520-ih pr. Kr. | 510-ih pr. Kr. | 500-ih pr. Kr. | ►
539. pr. Kr. | 538. pr. Kr. | 537. pr. Kr. | 536. pr. Kr. | 535. pr. Kr. | 534. pr. Kr. | 533. pr. Kr. | 532. pr. Kr. | 531. pr. Kr. | 530. pr. Kr.

## Glavni događaji
- 539. pr. Kr. — Kir Veliki pobjeđuje Nabonida i osvaja Babilon; što je zabilježeno u djelima Afrikana, Ptolomeja, Euzebija i Diodora.
- 537. pr. Kr. — Nakon osvajanja Babilona, Kir Veliki pušta židove da se vrate u Jeruzalem, čime završava 70 godina babilonskog sužanjstva. Manji se broj, njih jedva oko 50 000 koristio tom slobodom; većina je ostala u Babilonu gdje je živjela u relativno povoljnim prilikama. Povratnici u Obećanu Zemlju bili su potomci plemena Juda i Benjamin pod vodstvom Zorobabelaa. Iako su u Palestini imali široku političku autonomiju, njihova nada u slobodu ostaje neostvarena, jer je zemlja bila pridružena satrapiji Siriji.
- 536. pr. Kr. (tradicionalni datum) — Biblijski prorok Daniel prima anđeoskog posjetitelja.
- 535. pr. Kr. (procjena) — pomorska bitka kod Alalije, između grčkih kolonista iz Fokeje i Kartažana i Etruščana.
- 534. pr. Kr. — Lucije Tarkvinije Oholi postaje kraljem Rima, nakon što je ubio svog prethodnika Servija Tulija.
- 534. pr. Kr. — Uvedena su natjecanja u pisanju tragedije za Dionizijski festival u Ateni.
- 530. pr. Kr. (procjena) — Kir Veliki gine u borbi protiv nepoznatih plemena.
- 530. pr. Kr. — Kambiz II. počinje vladati Perzijom.
- 530. pr. Kr. (procjena) — Sagrađen Apolonov hram u Delfima.
- 530. pr. Kr. — Izrađena skulptura Peplos Kora s Atenskog Akropolisa. Danas se čuva u Nacionalnom Arheološkom Muzeju u Ateni.
- 530/525. pr. Kr. — Izgrađena Sifnijska riznica u Delfima, čiji se friz "Bitka između bogova i divova" danas čuva u Arheološkom Muzeju u Delfima.

## Istaknute ličnosti
- 539/538. pr. Kr. — Umire Nabonid, posljednji kralj Babilona.
- 535. pr. Kr. (procjena) — Rođen Heraklit, grčki filozof.
- 531. pr. Kr. (tradicionalni datum) — Umire Lao Ce, kineski filozof, osnivač Taoizma.